# Fabronia gardneriana
Fabronia gardneriana är en bladmossart som beskrevs av C. Müller 1850. Fabronia gardneriana ingår i släktet Fabronia och familjen Fabroniaceae. Inga underarter finns listade i Catalogue of Life.